# 成海神社
成海神社（なるみじんじゃ）は、愛知県名古屋市緑区鳴海町にある神社。『延喜式神名帳』の尾張国愛智郡「成海神社」に比定される式内社。

## 概要
延喜式神名帳の尾張国愛智郡成海神社にあたる（式内社）。「鳴海天神」、「東宮大明神」とも呼ばれていた。旧県社。

## 祭神
主祭神
日本武尊
配祀
宮簀媛命
尾張国造の乎止与命と真敷刀俾命の子で、日本武尊の后の一人。伊吹山に赴く日本武尊から草薙剣を預かり、後に熱田神宮を創祀した。
建稲種命
宮簀媛命の兄で、日本武尊の東征の際、副将軍として随従した。

## 由緒
創建は朱鳥元年（686年）、草薙神剣が熱田に還座（草薙剣盗難事件）された時に、日本武尊の縁由により鎮座されたと云われる。熱田大神宮御鎮座次第本紀には、事件を契機に日本武尊東征の縁故の地に創祀した10の神社が記載されているという。
創建当初は今より南の地、扇川に面した天神山に鎮座していたが、応永元年、足利氏の武将安原宗範により根古屋城（鳴海城）が築かれ、当社は現在の乙子山に奉遷された。現在の城跡内（城跡公園の東）には境外社天神社が鎮座している。例祭では御旅所となる。
旧址天神山の南には天白川支流の扇川が流れており、往古は洲一帯に「鳴海潟」という浜があった。天神社には日本武尊が鳴海潟で詠まれたという御歌「奈留美良乎　美也礼皮止保志　比多加知尓　己乃由不志保尓　和多良牟加毛（鳴海浦を見やれば遠し火高地にこの夕潮に渡らへむかも）」を刻んだ石碑がある。その他、日本武尊は鳴海について4首の御歌を残されている。御歌にある「火高（大高）」とは尾張国造城館の所在地で、日本武尊の后である宮簀媛命が住んでいた。現在、同地には熱田神宮境外摂社氷上姉子神社がある。東征からの帰還の際には、日本武尊は鳴海潟から火高まで船で渡ったという。毎年10月10日（近年は同日に近い日曜日に開催）の例祭では、この神話に因み、御神霊を旧址に渡御し、木片一片を御船として扇川に流す御船流神事を行う。

## 主な年中行事
- 2月節分の日：節分祭
- 7月中旬：夏祭茅ノ輪神事
- 10月第2日曜：鳴海祭
- 10月第2日曜：例祭、御船流神事

## 境内外末社
- 神明社
- 熊野日向社
- 宝田社
- 白山社
- 山神社
- 道祖祓島社
- 御井社
- 日割金刀比羅社
- 今宮社
- 氷上社・源大夫社合殿
- 八幡社
- 八劔社
- 住吉社
- 多賀社
- 愛宕社
- 風神社
- 北野社
- 子安社
- 境外社：天神社
- 東宮稲荷社
- だるま塚

## 文化財など
- 鳴海祭（裏方）の山車行事と丹下・北浦・花井・城之下の山車　名古屋市無形民俗文化財
- 弘治3年（1557年） - 今川義元社領安堵状。

など

## ギャラリー
ウィキメディア・コモンズには、成海神社に関するカテゴリがあります。

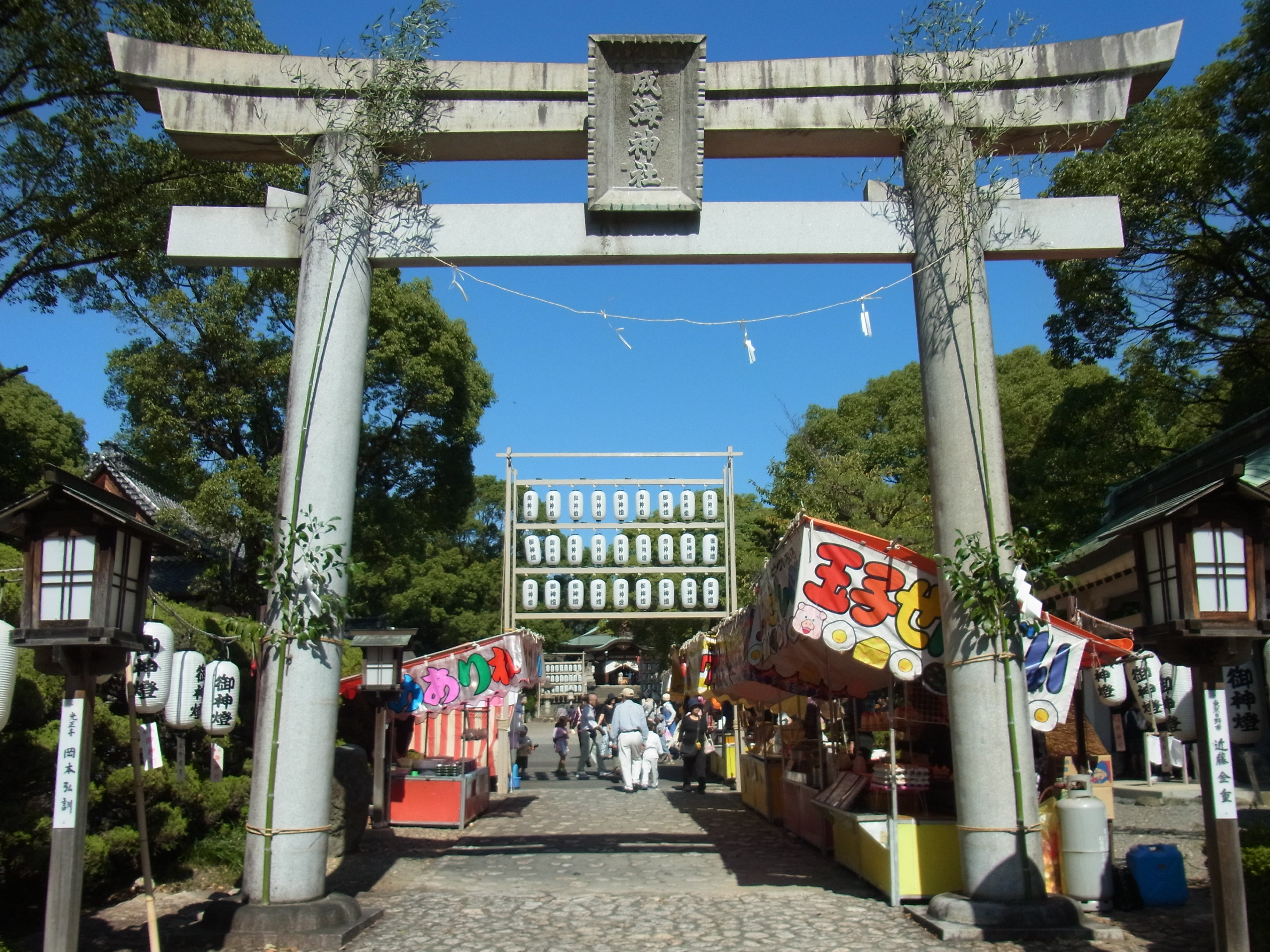
鳥居
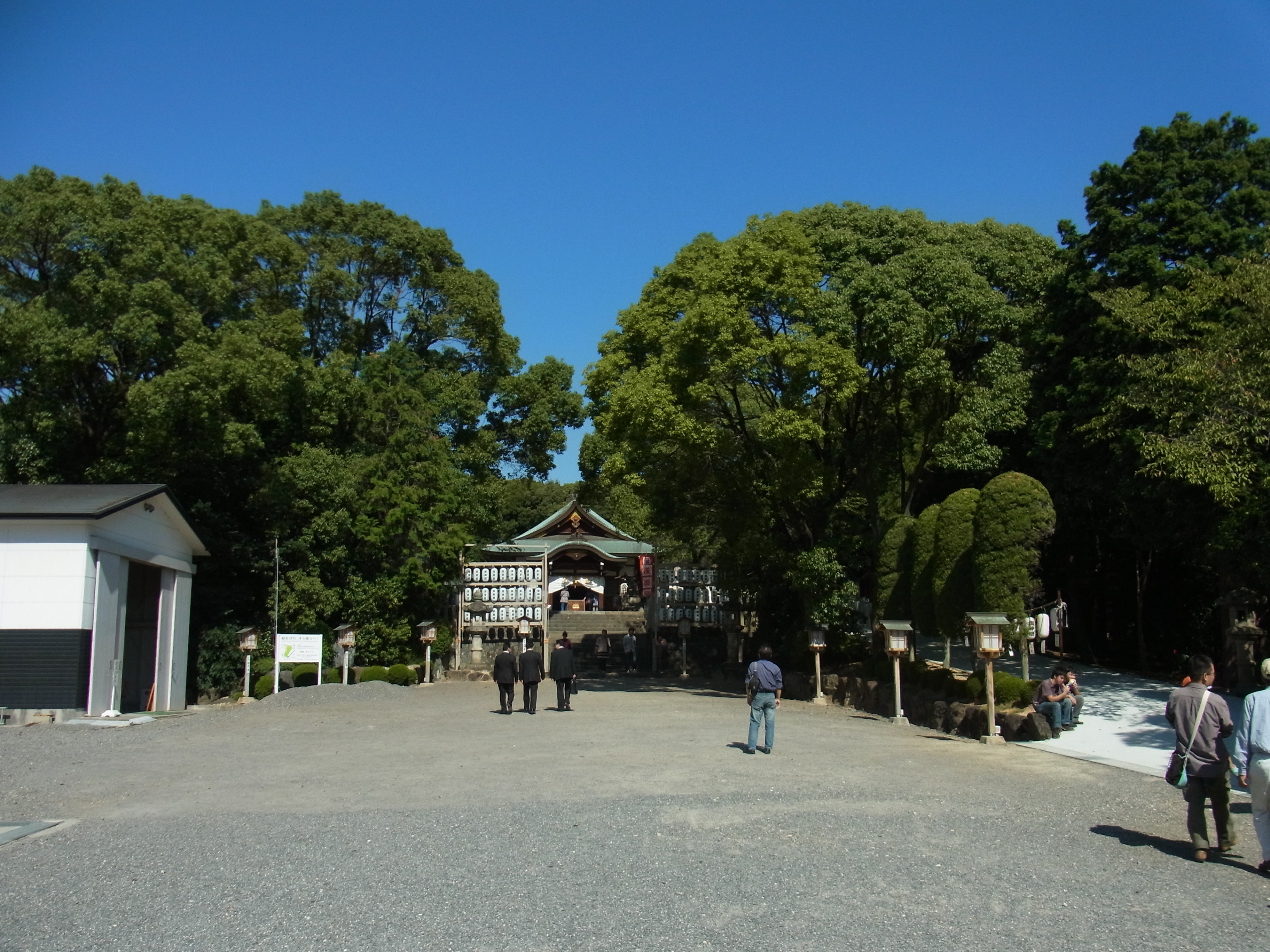
境内
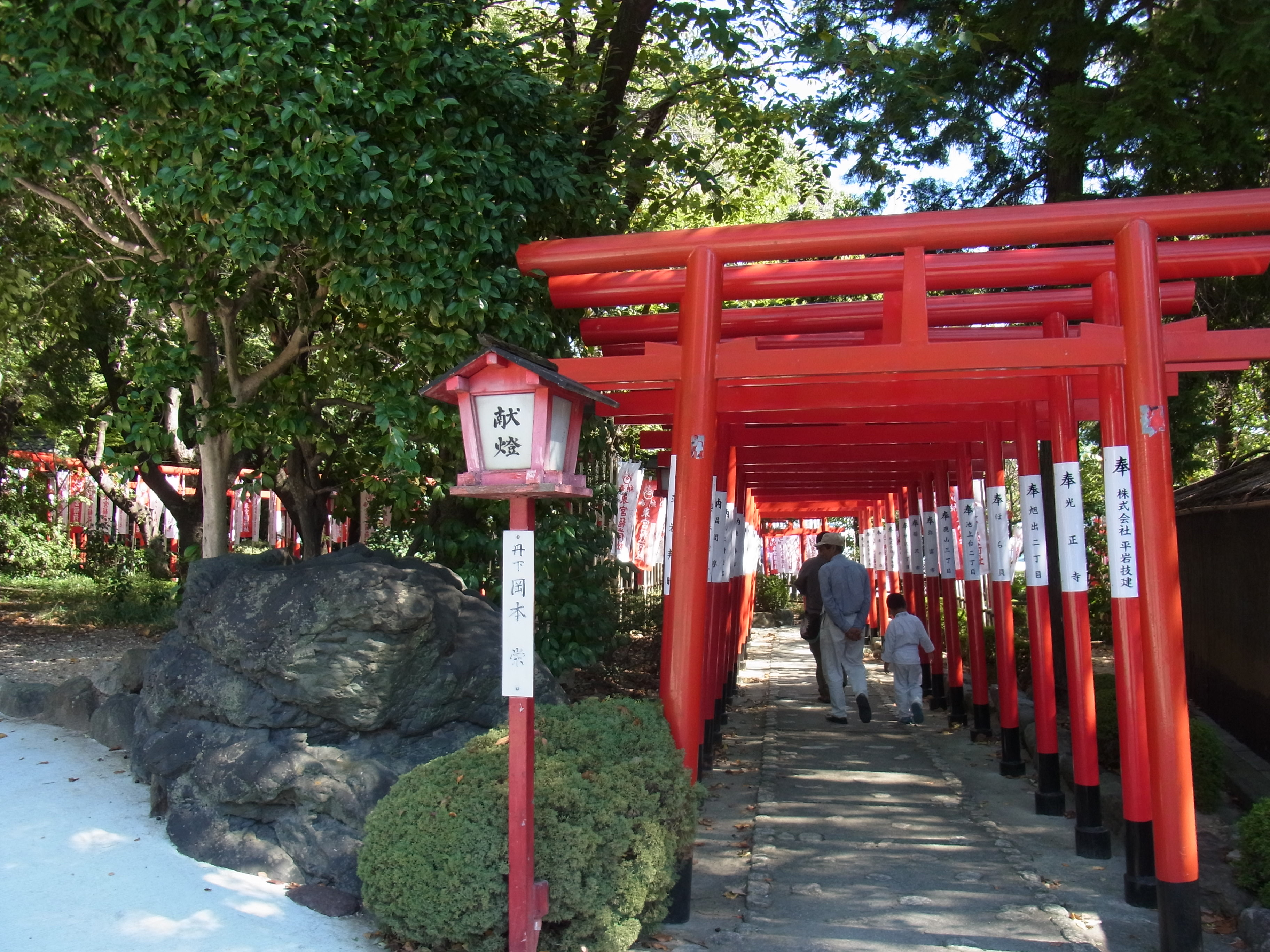
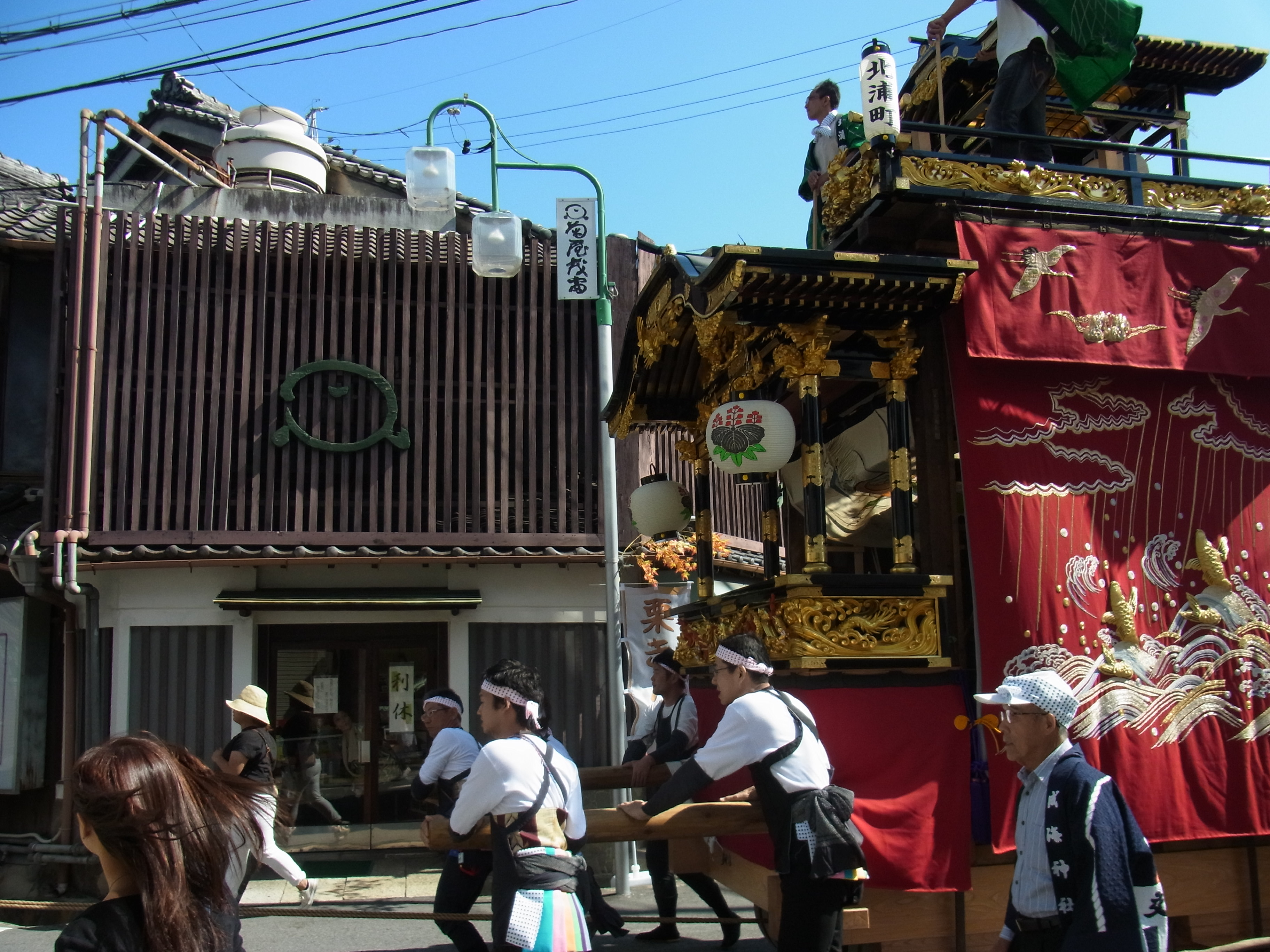
鳴海祭の山車曳き回し
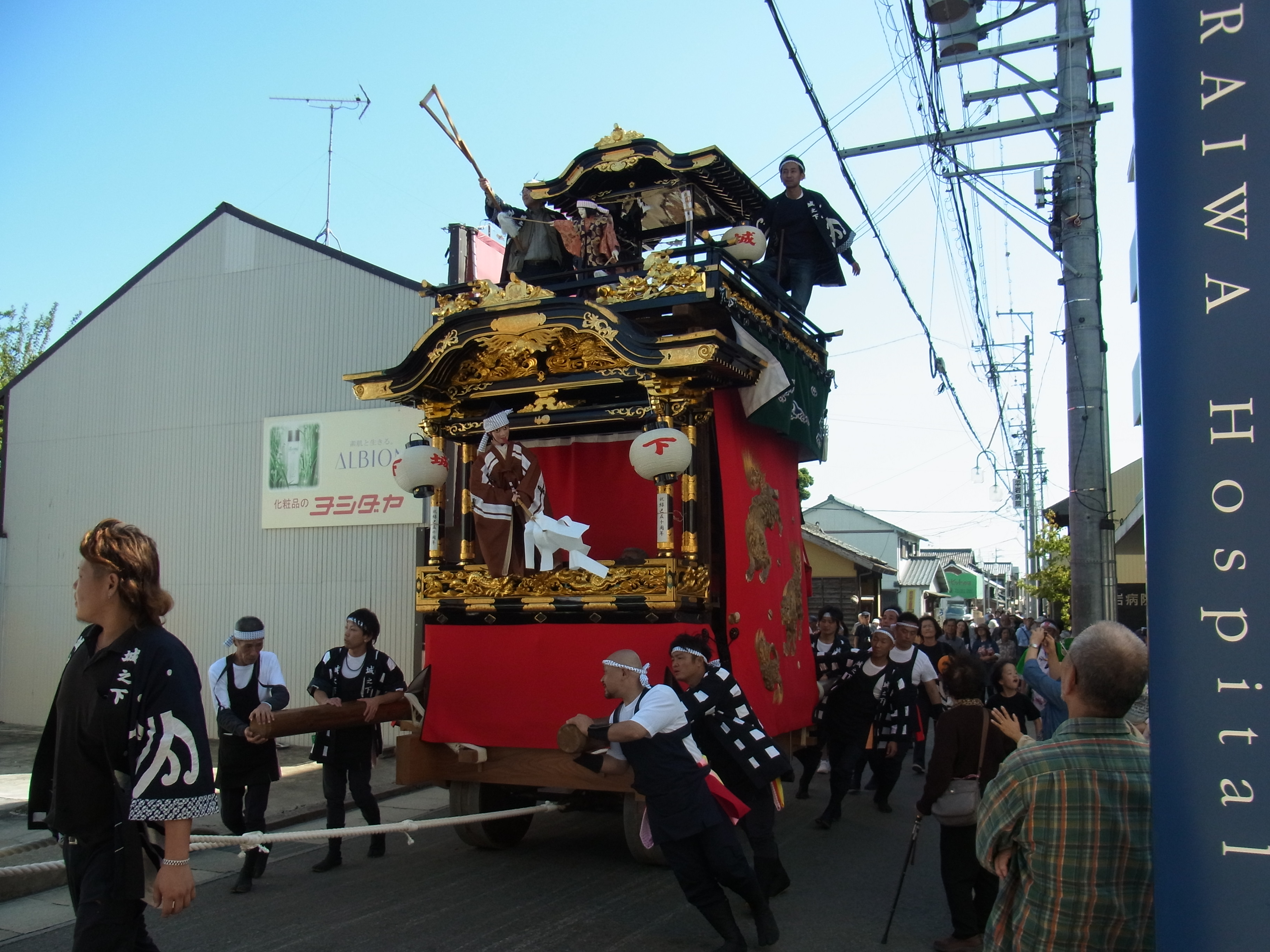
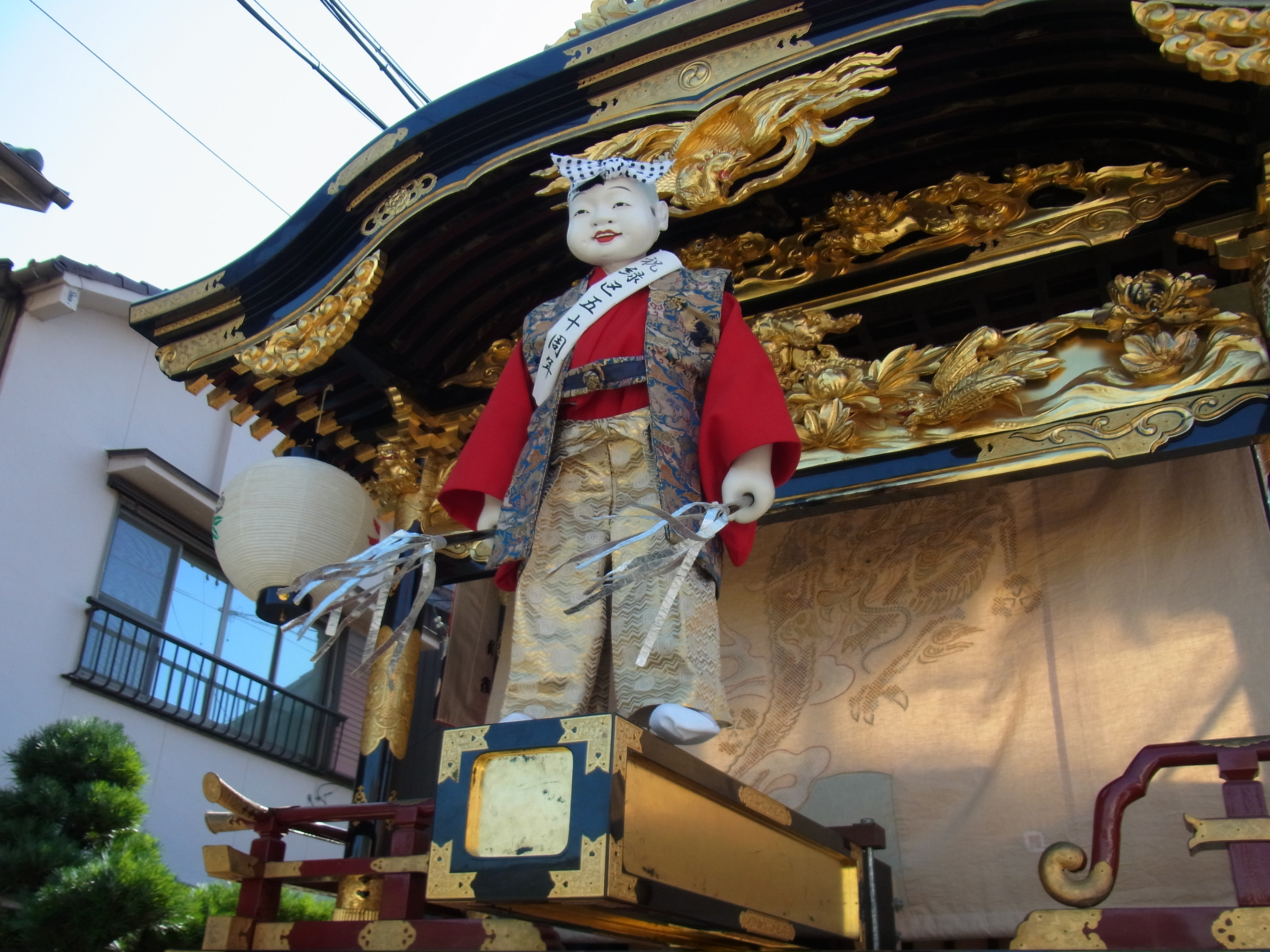
山車のからくり人形

## 交通
- 名鉄名古屋本線 鳴海駅より徒歩で約15分。
- 名鉄バス鳴海線「成海神社」バス停より徒歩で約1分。
- 名古屋市営バス新瑞12・鳴子15号系統「花井」バス停より徒歩で約5分。